# Andreï Andreïev
Pour les articles homonymes, voir Andreïev.
Andreï Andreïevitch Andreïev (en russe : Андрей Андреевич Андреев), né le 18 octobre 1895 (30 octobre dans le calendrier grégorien) et décédé le 5 décembre 1971, est un homme politique soviétique.

## Biographie
Fils de paysan, il rejoint les bolcheviks durant la Première Guerre mondiale.
Il sera ensuite cadre dans les syndicats officiels, et appartiendra à l'« opposition ouvrière », qui voulait que les syndicats exercent un rôle directeur dans l'économie, au contraire de Lénine, qui voulait en faire des courroies de transmission pour le Parti.
Proche de Staline, il a été membre du Politburo de 1932 jusqu'à 1952. Il a exercé les fonctions de porte parole du Soviet suprême de la République socialiste fédérative soviétique de Russie, puis de président de la Commission de contrôle du parti.
Prônant la supériorité, dans les kolkhozes, des équipes sur les brigades, il fut mis en minorité et dut s'excuser publiquement,,.
Démis du Politburo en 1952, il reste vice-Premier ministre du gouvernement soviétique. Il perd finalement cette position en 1953 après une réunion plénière du Comité central qui a lieu immédiatement après la chute de Beria, où il a blâmé Beria pour avoir critiqué Staline (en d'autres termes, il a marqué sa désapprobation vis-à-vis de la politique de « déstalinisation »).

## Famille
Andreï Andreïev avait pour épouse Dora Moïsseïevna Khazan (1894-1961) et ils ont eu deux enfants, Vladimir (qui sera pilote d'avion long-courrier) et Natalia (1922-2015), docteur ès biologie.

## Source
- (en) Cet article est partiellement ou en totalité issu de l’article de Wikipédia en anglais intitulé « Andrey Andreyevich Andreyev » (voir la liste des auteurs).